# HMS Albion (1898)
Корабль Его Величества «Альбион» (англ. HMS Albion) — эскадренный броненосец, додредноутного типа британского Королевского флота, типа «Канопус», разработан для службы в Азии.
«Альбион» и пять его систершипов (однотипных кораблей) были меньше и быстрее, чем броненосцы предыдущего типа «Маджестик», но сохранили такую же батарею из четырёх 12-дюймовых (305 мм) орудий. Их цементированная крупповская броня была тоньше, но эффективнее в отношении по весу чем гарвеевская броня установленная на «Маджестиках». Броненосец был заложен на верфи Thames Iron Works в Лимуте, Лондон в декабре 1896 года, спущен на воду в июне 1898 года, вступил в строй в июне 1901 года.
«Альбион» провёл первые годы своей службы на Китайской станции (с 1901 по 1905) после чего вернулся в Британию, где служил в составе Флота Канала, позднее в Атлантическом флоте. С началом Первой мировой войны в августе 1914 года броненосец был мобилизован и вернулся в состав флота Канала, но вскоре был спешно отправлен в Атлантику чтобы противостоять возможному прорыву германских кораблей из Северного моря. В декабре и январе 1915 года корабль поддерживал военные операции против Германской Юго-западной Африки.
В январе 1915 года «Альбион» был переброшен в Средиземное море для участия в Дарданелльской кампании. В марте броненосец принял участие в главных атаках на османские береговые укрепления в Дарданелльском проливе, однако британскому и французскому флотам не удалось прорваться в пролив. В ходе боёв «Альбион» был дважды подбит османской артиллерией. В октябре 1915 года корабль был переброшен в Салоники, для поддержки операций Антанты против Болгарии через территорию в то время нейтральной Греции, но не участвовал в боях. В апреле 1916 года броненосец был переброшен в Ирландию для охранной службы, в этой роли служил до октября 1918 года, после чего был преобразован в плавучую казарму. В декабре 1919 года «Альбион» был продан на металл а в следующем году разобран.

## Конструкция

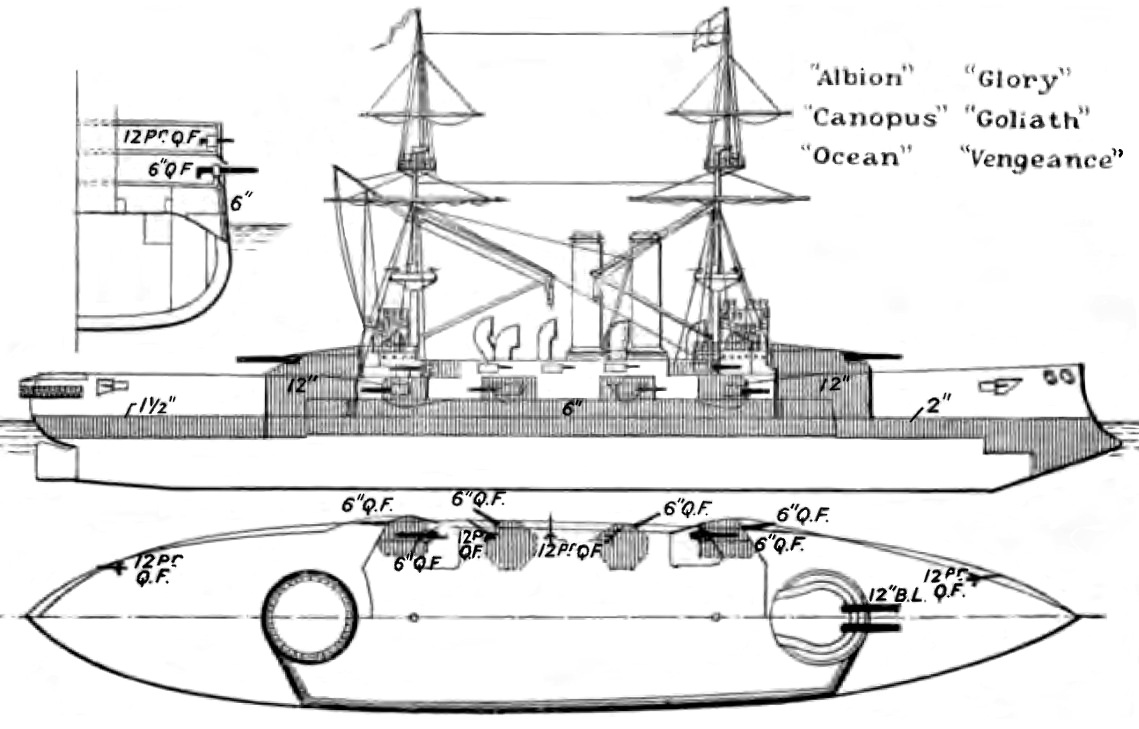
Планы броненосца, показанные в Brassey's Naval Annual 1906 года

«Альбион» и пять его систершипов (однотипных кораблей) были созданы для службы в Восточной Азии, где Японская империя начала строить мощный флот. Тем не менее, скоро роль этих кораблей оказалась снижена после заключения англо-японского союза в 1902 году. Корабли должны были быть меньше, легче и быстрее чем их предшественники: броненосцы типа «Маджестик». «Альбион» была длиной в 421 фута 6 дюймов (128,47 м), шириной в 74 фута (23 м), осадка составляла 26 фута 2 дюйма (7.98 м). Водоизмещение составляло 13.150 длинных тонн (13.360 тонн), при полной загрузке — 14.300 длинных тонн (14.500 тонн). Экипаж корабля составлял 682 человека.
Корабли типа «Канопус» приводились в движение парой трёхцилиндровых паровых машин тройного расширения, пар для их работы образовывался в 12 котлах системы Бельвиля. Это были первые британские линкоры с водотрубными котлами, производившими больше пара при меньших расходах по весу по сравнению с газотрубными котлами, используемых кораблях ранней постройки. Благодаря новым котлам появилась возможность располагать трубы продольно, а не рядом как на многих предыдущих британских линкорах. Корабли типа «Канопус» проявили себя как ходкие пароходы, с высокой скоростью для броненосцев того времени — 18 узлов (33 км/ч) с указанной мощностью в 13.500 лошадиных сил (10.100 кВт) на два узла быстрее чем броненосцы типа «Маджестик».
«Альбион» располагал основной батареей из четырёх 12-дюймовых (305 мм) орудий длиной в 35 калибров, размещённых в двухорудийных башнях в носовой и кормовой частях корабля. Орудия были установлены на круговых барбетах, что позволяло заряжать их со всех сторон, хотя и на фиксированной высоте. Батарея среднего калибра состояла из двенадцати шестидюймовых (152 мм) орудий длиной в 40 калибров установленных в казематах. Также корабль располагал десятью 12-фунтовыми и шестью 3-фунтовыми орудиями для защиты против торпедных катеров. Как обычно для броненосцев того времени корабль был оснащён четырьмя 18-дюймовыми (457 мм) торпедными трубами, погруженными в корпус, по два на каждом борте рядом с носовым и кормовым барбетом.
Для уменьшения веса «Альбион» нёс меньше брони, чем броненосцы типа «Маджестик». Броневой пояс был в 6 дюймов (152 мм) а у «Маджестков» 9 дюймов (229 мм), хотя на «Маджестиках» стояла гарвеевская броня, а на «Канопусах» — крупповская, поэтому проигрыш в защищённости был не настолько большим, поскольку крупповская броня при заданном весе была прочнее гарвеевской. Также остальная броня была тоньше, чем на «Маджестиках», переборки были защищены бронёй от 6 до 10 дюймов (от 152 до 254 мм). Броня на орудийных башнях главного калибра была в 10 дюймов, барбеты имели броню в 12 дюймов (305 мм). Батарея в казематах были защищена 6-дюймовой крупповской сталью. Броня боевой рубки была в 12 дюймов. «Альбион» имел две бронепалубы толщиной в 1 и 2 дюйма (25 и 51 мм) соответственно.

## Служба

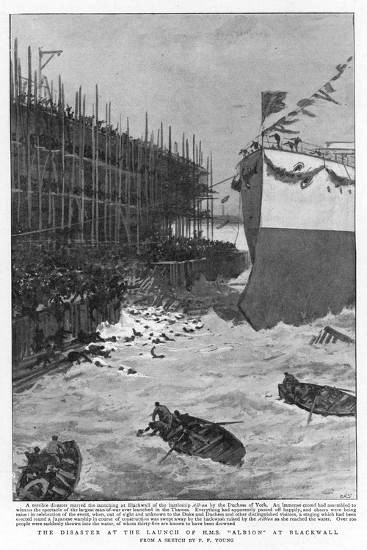
Трагедия при спуске на воду «Альбиона» у Blackwall. The Graphic 1898 год

«Альбион» был заложен 3 декабря 1896 года на верфи Thames Iron Works в Лимуте, Лондон. При спуске корабля 21 июня 1898 года произошла трагедия. После того как Мария Текская, герцогиня Йоркская окрестила корабль и корабль сошёл со стапелей, волна, поднявшаяся при спуске, смыла помост с двухстами зрителями в боковой приток Темзы. 34 человека — в основном женщины и дети — утонули. Это был одна из худших катастроф мирного времени в истории Темзы. События были засняты кинооператорами E. P. Prestwich и Роберт У. Полом. Решение о обнародовании этих фильмов в своё время вызвало споры и одни из первых дебатов вокруг киножурналистики.
Достройка «Альбиона» была отложена из-за поздней доставки машин. Испытания начались в конце 1900 года, они вызвали новую задержку вступления в строй из-за обнаружившихся проблем с машинами и вооружением. Строительство было закончено только в июне 1901 года. «Альбион» вошёл в строй 25 июня 1901 года на Чатемской верфи, капитаном корабля стал У. Хьюэтт. Экипаж броненосца составил 779 человек для смены броненосца «Барфлёр» на Китайской станции.
11 сентября 1901 года «Альбион» прибыл в Гонконг и сменил броненосец «Барфлёр» в качестве второго флагмана на Китайской станции, размещённой в этом городе. В марте 1902 года флаг-капитаном был назначен капитан Мартин Джеррам. В ходе пребывания на Китайской станции корабль в 1902 и 1905 годах прошёл ремонты в Гонконге. В 1905 году Великобритания и Япония ратифицировали союзный договор, что сократило необходимость присутствия большого британского военного контингента на Китайской станции. Командование Королевского флота отозвало все броненосцы с Китайской станции. В Сингапуре «Альбион» повстречал своих систершипов «Оушен» и «Вендженс» и броненосец «Центурион». 20 июня 1905 года четвёрка броненосцев отправились в Плимут куда прибыли 2 августа 1905 года. «Альбион» вошёл в состав Флота Канала. 26 сентября 1905 года у г.Леруик (Шетландские острова) «Альбион» столкнулся с броненосцем «Дункан», но не понёс ущерба. 3 апреля 1905 года «Альбион» был переведён в резерв и прошёл ремонт машины и котлов в Чатэме. 25 февраля 1907 года ремонт «Альбиона» был завершён.
26 февраля 1907 года «Альбион» снова вошёл в строй в Портсмуте для временной службы в составе Портсмутской дивизии Флота метрополии. 26 марта 1907 года корабль полностью вернулся в строй и начал службу в Атлантическом флоте. В ходе этой службы он прошёл ремонты в Гибралтаре в 1908 году и на Мальте в 1909 году. «Альбион» находился в составе флота, посетившего Лондон с 17 по 24 июля 1909 года. 31 июля 1909 года корабль присутствовал на смотре Флота метрополии и Атлантического флота в Каусе проведённом королём Эдуардом Седьмым и королевой Александрой. 25 августа 1909 года корабль вышел из состава Атлантического флота и стал базовым кораблём 4-й дивизии Хоум-флита в Норе. В мае 1912 года находясь в Норе корабль вошёл в состав Третьего флота и в тот же год прошёл ремонт в Чатэме. В 1913 году броненосец базировался в Пембрук-Доке.

### Начало Первой мировой войны
С началом Первой мировой войны в августе 1914 года «Альбион» был придан Восьмой боевой эскадре Флота Канала. 15 августа 1914 года корабль стал вторым флагманом новосозданной седьмой боевой эскадры. 21 августа 1914 года броненосец был отправлен на станцию на мысе Сен-Висент-Финистерре для обеспечения поддержки броненосцами крейсерских эскадр, действующих в Атлантике, в случае прорыва тяжёлых германских кораблей в открытый океан. Там «Альбион» служил флагманом контр-адмирала Тоттенхема. 3 сентября 1914 года «Альбион» перестал быть флагманом и перешёл на станцию Кабо-Верде - Канарских островов, чтобы сменить там свой систер-шип «Канопус». В октябре 1914 года «Альбион» перебрался на станцию на Мысе Доброй Надежды в Южной Африке где в ноябре 1914 года служил кораблём охранения в Уолфиш-Бей. После разгрома британской крейсерской эскадры адмирала Крэддока в битве при Коронеле адмиралтейство приказало командующему станцией Мыса доброй надежды контр-адмиралу Герберту Кингхоллу собрать корабли эскадры, чтобы не дать командиру германской Восточноазиатской эскадры адмиралу графу фон Шпее возможности разбить её по частям. Поэтому «Альбион» был отозван из Уолфиш-бея в Столовую бухту. В декабре 1914 и январе 1915 года «Альбион» участвовал в действиях Антанты против Германской Юго-Западной Африки. Позднее в январе «Альбион» вернулся в порт Саймонстаун в Южной Африке, после чего отправился на Средиземное море.

### Дарданелльская кампания

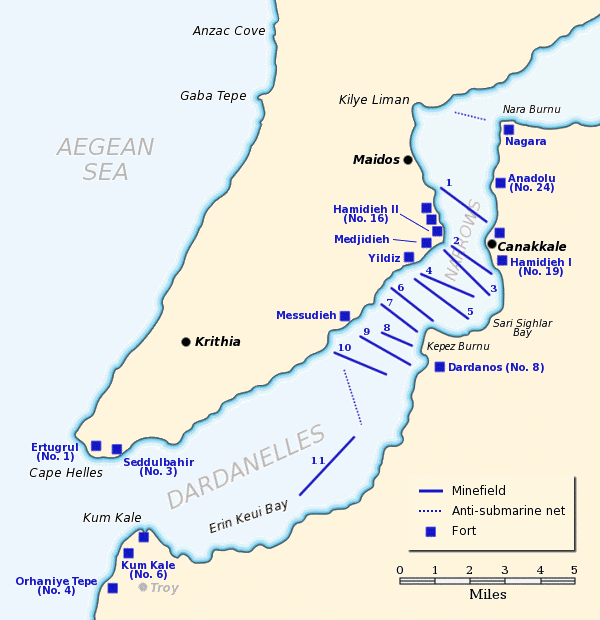
Османские укрепления в Дарданелльском проливе, 1915 год

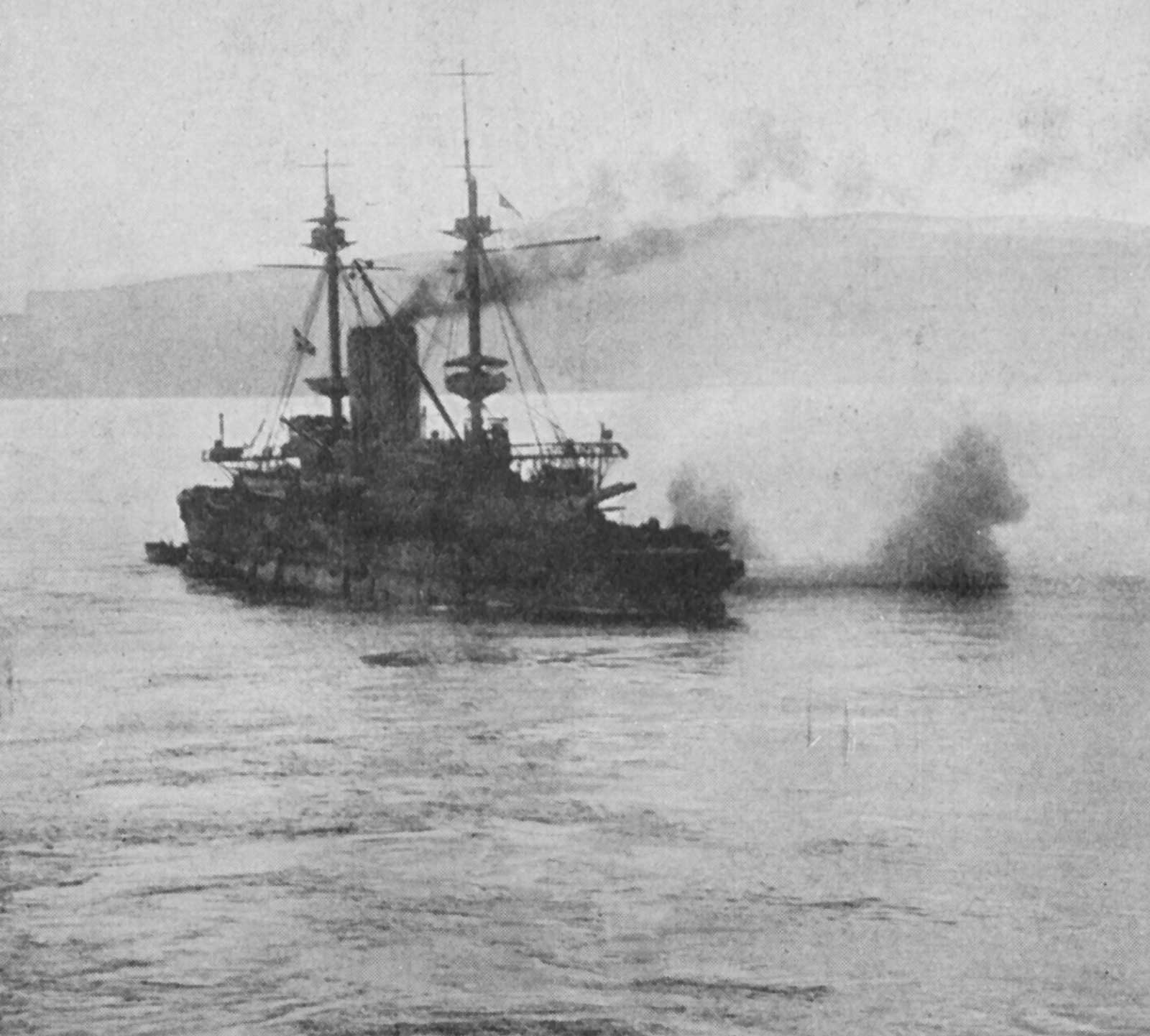
«Альбион» в Дарданелльской операции, два снаряда противника взрываются рядом.

В январе 1915 года «Альбион» был переброшен на Средиземное море, где принял участие в Дарданелльской кампании. 19 февраля 1915 года броненосец принял участие в обстреле османских фортов, защищавших внешний вход в Дарданелльский пролив. Этот обстрел был первой частью плана прорваться в пролив и войти в Мраморное море. Вместе с «Альбионом» в бою участвовали линкоры и линейные британские крейсера «Инфлексибл», «Триумф» и «Корнуоллис» и два французских броненосца «Буве» и «Сюфрен». После того как эти корабли выявили оборонительные укрепления османов к ним должны были присоединиться другие корабли. Однако плотное сопротивление османов затормозило начальную стадию операции и «Альбион» в этот день не участвовал в бою. Тем не менее, он вместе с бронепалубным крейсером «Аметист» зачистил территорию от морских мин; В ходе операции «Альбион» выпустил восемь 6-дюймовых снарядов в безуспешной попытке выявить османские орудия, чтобы их можно было уничтожить контрбатарейным огнем.
25 февраля «Альбион» участвовал в другой атаке на форты. После того как главные силы флота подавили обстрелом османские батареи «Альбион», броненосец «Триумф» и несколько эсминцев прикрывали группу тральщиков. В ходе этой операции «Альбион» попал под обстрел 9,4 дюймового (240 мм) орудия с батареи «Орканийе». Ответный огонь с «Альбиона», «Агамемнона» и «Иррестисибла» сдержать свой огонь. К полудню большая часть османской артиллерии прекратила огонь за исключением нескольких полевых орудий, не попавших под наблюдение союзников, и минные тральщики получили приказ начать разминирование, под прикрытием «Альбиона», «Триумфа» и «Вендженса». На следующий день «Альбион», «Триумф» и «Маджестик» вошли в состав отряда, получившего задачу прорваться в пролив Дарданеллы и разрушить крепости с близкой дистанции. «Альбион» получил приказ атаковать крепость Дарданус, его главная батарея открыла стрельбу с расстояния в 11 км, ответный огонь противника был слабым. После того как османские орудия умолкли "Альбион и «Маджестик» двинулись вперёд но быстро попали под обстрел рассредоточенной, мобильной османской полевой артиллерии. Чтобы избежать серьёзных повреждений кораблям пришлось маневрировать. После того как «Маджестик» получил пробоину ниже ватерлинии, адмирал Джон де Робек приказал кораблям прекратить атаку.
28 февраля «Альбион» принял участие в новой попытке подавить османскую оборону Дарданелл. Он и «Триумф» возглавили операцию, задачей которой было нейтрализовать отремонтированные крепости Дарданус. Их действия поддержали «Океан» и «Маджестик», вступив в бой с мобильными полевыми орудиями. Когда «Альбион» и «Триумф» подошли к Дарданусу они попали под плотный огонь османских орудий с европейского берега пролива, в том числе из крепости Эренкой и вынуждены были описывать круги, чтобы избежать попаданий. В этих условиях атаковать Дарданус стало невозможным и корабли вместо этого открыли огонь по артиллерии Эренкоя. Сначала показалось, что обстрел эффективен, так как огонь противника стал ослабевать. Но когда «Океан» и «Маджестик» подошли чтобы атаковать Дарданус, они попали под яростный плотный обстрел османской артиллерии из крепости Эренкой. Адмирал де Робек снова приказал отходить. Единственным успехом после отхода четырёх броненосцев, стала высадка десанта с «Триумфа», который вывел из строя часть лёгких орудий османов. Неспособность британского и французского флотов нейтрализовать мобильную полевую артиллерию противника убедило командование сил Антанты что единственная возможность прорваться — это масштабный десант чтобы добраться до вражеских орудий с суши.
3 марта «Альбион» участвовал в поддержке новой операции в Дарданеллах. «Альбион», «Триумф» и «принц Георг» прикрывали высадку десанта, имевшего задачу совершить рейд на деревню Седдюльбахир. Плохая погода задержала начало атаки, но высадка прошла без инцидентов. «Альбион» обстрелял крепость Эренкой, не получив ответа а десантники обнаружили батарею из шести 15-фунтовых полевых орудий, которую и уничтожили. Два дня спустя «Альбион» провёл испытания, обстреливая цели навесным (непрямым) огнём на расстояниях с которых противник не смог бы ответить с целью определить эффективность обстрела крепостей и возможность привлечь к обстрелу супердредноут «Куин Элизабет», вооружённый 15-дюймовыми (380 мм орудиями). «Альбион», которого прикрывали несколько британских и французских броненосцев, получил задачу обстрелять одну из крепостей, защищавших порт Чанаккале. На входе в пролив, «Альбион» попал под плотный обстрел из Дардануса. Трое сопровождавших «Альбион» броненосцев присоединились к нему, чтобы подавить эти орудия, что позволило «Альбиону» на краткое время встать на якорь и начать запланированный обстрел. К обстрелу присоединилась «Куин Элизабет», но мобильные гаубицы противника быстро пристрелялись к обоим кораблям что вынудило де Робека свернуть операцию.
18 марта англо-французский флот провёл масштабную атаку против османских укреплений. В операции участвовали одиннадцать британских броненосцев, включая «Альбион», один британский линейный крейсер и четыре французских броненосца. По плану броненосцы должны были войти в пролив и подавить крепости, в то время как минные тральщики прокладывали путь в османских минных полях. В то же время транспортные корабли вне пролива должны были провести демонстрацию, якобы с целью высадки десанта. Стратеги сил Антанты надеялись, что это вынудит противника рассредоточить османскую мобильную артиллерию. Сначала британским кораблям удалось нанести серьёзные повреждения крепостям, но затем броненосец «Формидабл» а затем и «Инфлексибл» стали получать серьёзный ущерб от огня береговых батарей. Французские корабли также стали получать ущерб. Броненосец «Буве» налетел на мину и взорвался. «Альбион» и несколько броненосцев пытались подавить османские орудия, обстреливавшие лодки, вышедшие на спасение экипажа «Буве».
25 апреля 1915 года «Альбион» поддержал высадку основных сил на пляже № 5 на мысе Геллес. В день высадки в 4.30 броненосец обстрелял высоту, господствующую над пляжем, но уже в 5.30 поднялся сильный дым и туман, что затруднило комендорам наблюдение за целями и они прекратили обстрел. В ходе высадки десанта, «Альбион» поддержал его наступление на деревню Седдюльбахир. В 7.30 союзники вошли в городок, и снова пришлось прекратить огонь. Затем броненосец перенёс огонь, чтобы поддержать высадку десанта на пляже W, но противник повёл мощный обстрел, высадка сорвалась, и союзникам пришлось отступить. Сообщение о захвате союзниками Седдюльбахира оказалось ошибочным и на следующий день союзники снова атаковали его защитников, «Альбион» поддержал эти атаки. После того как комендорам «Альбиона» удалось накрыть пулемётное гнездо в юго-западной части деревни союзникам удалось войти в город и вынудить противника к отступлению.
28 апреля 1915 года «Альбион» вместе с пятью французскими броненосцами при поддержке четырёх британских броненосцев принял участие в нападение на Критию. Османским артиллеристам удалось нанести сильный ущерб «Альбиону», у броненосца открылась сильная течь, и ему пришлось уйти в Мудрос на ремонт, который занял три дня. 2 мая 1915 года броненосец снова вернулся к боевой службе, но османские батареи на азиатском берегу снова поразили его и потребовался новый ремонт в Мудросе. В ночь с 22 на 23 мая броненосец выскочил на мель у Габа-тепе и попал под плотный огонь османских береговых батарей. В броненосец угодило около 200 осколочных снарядов но они не смогли пробить броню и не нанесли серьёзного ущерба, экипаж потерял 12 человек. Британским морякам удалось разгрузить корабль и использовать отдачу от одновременных залпов всех орудий и 24 мая сняться с мели. Его систершип «Канопус» отбуксировал «Альбион» в безопасное место, в ходе буксировки «Альбион» продолжал обстреливать противника. 26 мая броненосец покинул театр боевых действий и в мае-июне 1915 года прошёл ремонт на Мальте.

### Завершение службы
В конце сентября 1915 года после вступления Болгарии в войну на стороне Центральных держав Британия и Франция договорились с Грецией, чтобы та разрешила высадку экспедиционного корпуса в Салониках для наступления на Болгарию. 4 октября 1915 года «Альбион» прибыл в Салоники и вошёл в состав Третьей отдельной эскадры, имевшей задачу помогать французскому флоту блокировать побережье Греции и Болгарии и усиливать Суэцкий патруль. «Альбион» высадил в Салониках контингент в 1,5 тыс. британских солдат и эскортировал французские транспорты, перевозившие второй контингент французских солдат. «Альбион» служил на Салоникской станции до апреля 1916 года и в конце месяца стал сторожевиком в Ков, Ирландия. В мае 1916 «Альбион» пришёл в Девонпорт для ремонта. В августе 1916 броненосец перебрался в Хамбер для службы сторожевиком. В октябре 1918 года «Альбион» завершил службу в качестве сторожевика и стал плавучей казармой. В августе 1919 года «Альбион» был внесён в список на списание в Давенпорте и 11 декабря 1919 года продан на металл. 3 января 1920 года броненосец вышел из Давенпорта и 6 января своим ходом прибыл в Моркам для разделки на металл.